# Eriochiton spinosus
Eriochiton spinosus är en insektsart som först beskrevs av William Miles Maskell 1879.  Eriochiton spinosus ingår i släktet Eriochiton och familjen filtsköldlöss. Inga underarter finns listade i Catalogue of Life.